# Bård Finne
Bård Finne (* 13. Februar 1995 in Bergen) ist ein norwegischer Fußballspieler, der seit Februar 2021 beim norwegischen Erstligisten Brann Bergen unter Vertrag steht.

## Karriere

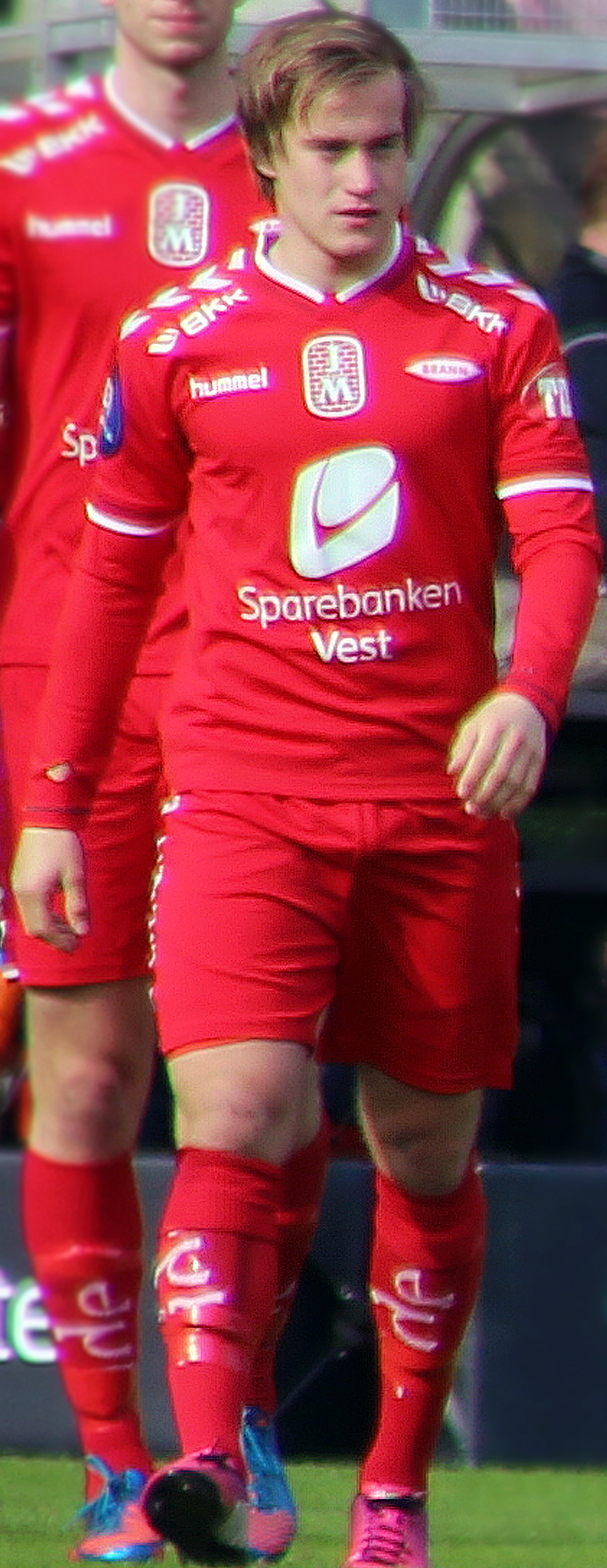
Bård Finne im Trikot von Brann Bergen, 2013

Seine Familie stammt aus dem Wintersportort Voss, weshalb sich Finne im Jugendalter für Skilanglauf begeisterte. Obwohl er im 100 km entfernten Bergen aufwuchs, startete er bei verschiedenen Langlaufwettkämpfen für Voss IL. Sein größter Erfolg war der Gewinn der Regionalmeisterschaft.

### Anfänge in Norwegen
Im Alter von zwölf Jahren entschied er sich, mit dem Skilanglauf unter Wettkampfbestimmungen aufzuhören und sich vollständig auf den Fußballsport zu konzentrieren. 2009 wechselte Finne, der in der Umgebung des Brann-Stadions lebte, von seinem Jugendverein Nymark IL in die Nachwuchsabteilung von Brann Bergen. Durch gute Leistungen machte der Stürmer schnell auf sich aufmerksam; so waren der niederländische Erstligist NEC Nijmegen und der Molde FK, der von der norwegischen Fußballlegende Ole Gunnar Solskjær trainiert wurde, an ihm interessiert. Schlussendlich entschied er sich aber für einen Verbleib bei Brann Bergen, bei denen er im September 2012 seinen ersten Profivertrag unterzeichnete. Sein Debüt in der Tippeligaen hatte er beim 2:0-Heimsieg gegen Fredrikstad FK absolviert, als in der 88. Minute für Fredrik Nordkvelle eingewechselt wurde. Am 23. September 2012 erzielte er seine ersten beiden Tore in der norwegischen Eliteklasse. Beim 2:1-Sieg über den Rivalen Rosenborg Trondheim kam Finne sieben Minuten vor dem Ende für Kim Ojo ins Spiel und markierte die beiden entscheidenden Treffer. Nach weiteren guten Auftritten wurde er am Saisonende von der Presse als „the fox in the box“ (der Fuchs im Strafraum) tituliert.

### Wechsel nach Deutschland
Im Juni 2013 lehnte Finne eine Verlängerung seines auslaufenden Vertrags ab; er wollte den Verein entweder noch im Sommer oder aber am Jahresende verlassen, um ins Ausland zu wechseln. Das Publikum reagierte am folgenden Spieltag bei der Partie gegen Sandnes Ulf, als Finne für Martin Pusic eingewechselt wurde, mit Pfiffen und Buhrufen. Daraufhin erzielte der Stürmer einen Hattrick und bereitete beim 6:1-Sieg ein weiteres Tor vor.
Im August 2013 verpflichtete ihn der 1. FC Köln zum 1. Januar 2014. Finne wechselte ablösefrei und unterschrieb einen Vertrag bis zum 30. Juni 2017. Sein erstes Tor erzielte er am 30. März 2014 im Spiel gegen den TSV 1860 München, als er in der 85. Spielminute den 1:0-Siegtreffer markierte.
Am 15. Januar 2016 wechselte Bård Finne vom 1. FC Köln zum 1. FC Heidenheim. Der Norweger unterschrieb beim Zweitligisten einen Vertrag bis zum 30. Juni 2018.

### Rückkehr nach Norwegen
Am 24. Februar 2017 wechselte er auf eigenen Wunsch zu Vålerenga Oslo nach Norwegen. Nach Station bei SønderjyskE Fodbold in Dänemark in der Saison 2020/21, wechselte er im August 2021 zurück zu seinem Stammverein Brann Bergen, mit dem er 2022 als Zweitligameister von der 1. Division in die höchste Spielklasse Eliteserien aufstieg und mit 16 Treffern der beste Torschütze der Liga wurde. Im gleichen Jahr gewann er mit Brann Bergen den Norwegischen Fußballpokal und erzielte dabei 11 Tore in sieben Spielen. Im Endspiel gegen Lillestrøm SK (2:0) steuerte er einen Treffer und eine Vorlage bei.
2023 erhielt er Aufmerksamkeit für eine Fair-Play-Geste im Ligaspiel gegen Odds BK als eine Verletzung seines Gegenspielers im Laufduell nicht ausnutzte, um ungehindert zum Tor zu stürmen, sondern den Sprint abbrach und den Ball ins Aus spielte. Vor dem letzten Heimspiel der Saison 2023 wurde er von der Brann-Fanvereinigung Bataljonen zu Branns Spieler der Saison gekürt. Im anschließenden Spiel erzielte er zwei Tore gegen den bereits feststehenden neuen Meister FK Bodø/Glimt und bereitete zwei weitere Treffer vor.

## Nationalmannschaft
Nach starken Leistungen in der Saison 2022/2023 wurde Finne im Mai 2023 erstmals in der A-Nationalmannschaft Norwegens berufen. Am 6. Juni 2023 absolvierte er seinen ersten Länderspieleinsatz für Norwegen, als er beim 3:1-Sieg in der EM-Qualifikation gegen Zypern in der 87. Minute für Erling Haaland eingewechselt wurde. Im Freundschaftsspiel gegen Jordanien erzielte er am 7. September 2023 sieben Minuten nach seiner Einwechslung seinen ersten Länderspieltreffer.

## Titel und Erfolge
- Zweitliga-Meister und Aufstieg in die Bundesliga: 2014
- Zweitliga-Meister (Norwegen) und Aufstieg in die Eliteserien: OBOS-ligaen 2022
- Norwegischer Fußballpokal: 2022

### Individuell
- Torschützenkönig 1. Division: 2022
- SK Brann Spieler des Jahres: 2023